# رگ آلن
رج آلن (انگلیسی: Reg Allen؛ ۳ مهٔ ۱۹۱۹ – ۳ آوریل ۱۹۷۶) یک بازیکن فوتبال اهل بریتانیا بود.